# Japan Open 1988
Die Japan Open 1988 im Badminton fanden vom 21. bis zum 24. Januar 1988 in Kiryuu und Tokio, Japan, statt. Mit einem Preisgeld von 80.000 US-Dollar wurde das Turnier als 3-Sterne-Turnier in der Grand-Prix-Wertung eingestuft.

## Finalresultate
| Disziplin    | Sieger                         | Finalist                      | Ergebnis          |
| ------------ | ------------------------------ | ----------------------------- | ----------------- |
| Herreneinzel | Nick Yates                     | Zhang Qingwu                  | 18:13, 9:15, 15:5 |
| Dameneinzel  | Han Aiping                     | Gu Jiaming                    | 11:4, 11:5        |
| Herrendoppel | Li Yongbo Tian Bingyi          | Kim Moon-soo Park Joo-bong    | 18:15, 15:4       |
| Damendoppel  | Chung Myung-hee Chung So-young | Gillian Clark Gillian Gowers  | 15:2, 7:15, 15:6  |
| Mixed        | Park Joo-bong Chung Myung-hee  | Lee Deuk-choon Chung So-young | w.o.              |